# Commissariat à l'énergie atomique et aux énergies alternatives
Commissariat à l'énergie atomique et aux énergies alternatives (CEA) (Kommissariatet för kärnenergi och alternativenergi) är ett statligt fransk forskningsinstitut som bedriver forskning inom energi-, försvars-, miljö- och informationsteknologisektorerna samt inom materialteknik, livsvetenskap och hälsovetenskap. Institutet har nio forskningscentrum i Frankrike. De viktigaste finns i Saclay, Marcoule, Cadarache och Grenoble. 2017 hade organisationen en budget på 5 miljarder euro och nära 16 000 anställda.
Ursprungligen var institutet inriktat på forskning om kärnenergi för tillämpningar inom energiproduktion, medicin och försvar. Det skapades på order av president de Gaulle i oktober 1945 strax efter de första kärnvapensprängningarna över Japan och fick namnet Commissariat à l'énergie atomique förkortat CEA. Som vetenskaplig chef utsågs nobelpristagaren Frédéric Joliot-Curie.
Institutet var inblandad i arbetet med att utveckla de franska kärnvapnen och i provsprängningarna som utfördes i Algeriet och Söderhavet.
Efter hand har organisationen breddat sitt verksamhetsfält. För att markera detta bytte man 2010 namn till Commissariat à l'énergie atomique et aux énergies alternatives. Man har också blivit mer öppen med att informera om delar av sin forskning och ger ut populärvetenskapligt informationsmaterial till allmänheten.   
2016 skrev Reuters en artikel om världens 25 viktigaste statliga forskningsinstitutioner och placerade Institutet som etta inom området världens mest innovativa forskningsinstitutioner. 